# Emley Moor TV Tower
Emley Moor TV Tower – wieża w Huddersfield, w Wielkiej Brytanii, o wysokości 330,4 m. Została otwarta w 1971.